# Dulcinea incantesimo d'amore
Dulcinea incantesimo d'amore (Dulcinea) è un film del 1963 diretto da Vicente Escrivá.